# ストレンジ・ワールド/もうひとつの世界
『ストレンジ・ワールド／もうひとつの世界』（ストレンジ・ワールド／もうひとつのせかい、原題: Strange World）は、2022年のアメリカ合衆国のアニメーション・SF・アドベンチャー映画。ウォルト・ディズニー・アニメーション・スタジオが制作し、ウォルト・ディズニー・ピクチャーズが配給した。監督はドン・ホール、共同監督および脚本はクイ・グエン、プロデューサーはロイ・コンリが務めた。ジェイク・ジレンホール、デニス・クエイド、ジャブーキー・ヤング＝ホワイト、ガブリエル・ユニオン、ルーシー・リューが声の出演を担当し、伝説的な探検家一家であるクレイド一家（ジレンホール、クエイド、ヤング＝ホワイト、ユニオン）が、エネルギー源である奇跡の植物「パンド」を救うために、対立を乗り越えて不思議な地底世界を冒険する物語である。この地底世界には独特な生命体が生息している。
ホールは、2016年の『モアナと伝説の海』の共同監督を終えた2017年に『ストレンジ・ワールド』の構想を練り始めた。本作は、パルプ・マガジン、『地底旅行』（1864年）、『ミクロの決死圏』（1966年）、『ジュラシック・パーク』（1993年）、『キング・コング』（1933年）から影響を受けている。作中では非言語的なコミュニケーションを表現するため、複数のアニメーターがキャラクター「スプラット」の動きを作り上げた。作品の大部分はCGアニメーションで構成されているが、一部のシーンではランディ・ヘイコックが手掛けた2Dアニメーションが使用されており、エリック・ゴールドバーグとマーク・ヘンも追加の2Dアニメーションを担当した。音楽はヘンリー・ジャックマンが手掛けた。また、本作はウォルト・ディズニー・アニメーション・スタジオの作品で初めてオープンリーLGBTQの主人公を登場させたことでも注目されており、一部の地域ではこの理由により劇場公開が中止された。
『ストレンジ・ワールド』は2022年11月15日にロサンゼルスのエル・キャピタン劇場でプレミア上映され、同年11月23日にアメリカで劇場公開された。批評家からは概ね好意的な評価を受けたものの、興行収入は7,360万ドルに留まり、ディズニーにとって1億9,700万ドルの損失が見込まれる結果となった。このため、本作は史上最大級の興行的失敗作の一つとされている。

## ストーリー
アバロニアは、果てしない山脈に囲まれた地である。冒険家のイェーガー・クレイドとその息子サーチャーは、新たな世界を探索するために荒野を冒険していた。山脈を越えようとしていた際、サーチャーはエネルギーを放つ緑色の植物を発見する。サーチャーと探検隊の仲間たちはその植物を持ち帰ることを決めるが、イェーガーは怒り、単独で探索を続ける。
それから25年後、サーチャーは奇跡の植物「パンド」をアバロニアのエネルギー源として導入し、その名を知られるようになった。彼は妻のメリディアンと共にパンド農場を営んでおり、息子のイーサンは友人のディアゾに恋を抱きながらも、父親の期待する農場経営の道に反発していた。ある夜、アバロニアの大統領であり、かつてのイェーガーの探検仲間でもあるカリスト・マルが飛行船「ベンチャー」で現れ、パンドがエネルギーを失いつつあることを知らせる。原因究明のため、サーチャーは巨大な陥没穴にあるパンドの根を調査する探検に参加することになる。
陥没穴へ向かう途中、メリディアンは農業用飛行機で後を追うが、イーサンと三本足の犬レジェンドがベンチャーに密航していた。飛行船は赤いドラゴンのような生物に襲撃され、地底世界に不時着する。サーチャーとレジェンドはグループから離れ、リーパーと呼ばれる生物に襲われるが、地下で長年暮らしていたイェーガーに救われる。イェーガーは地下世界を通じて山脈を越えようとしていたが、酸性の海によって阻まれていた。彼はベンチャーに乗り込み、その計画を続行しようとする。
一方、イーサンはサーチャーを探すためベンチャーを抜け出し、青い不定形の生物スプラットと名付けた仲間と出会う。その後、サーチャー、レジェンド、イェーガーと再会するが、再びリーパーに襲われる。カリストとメリディアンによって救出された一行はベンチャーに戻るが、サーチャーは任務を続行しようとし、イェーガーは地底世界の探索を続けたいと主張する。意見の対立によりイーサンは不満を募らせる。新たな出来事を経て、サーチャーとイェーガーは互いの生き方を尊重し始める。
その後、一行はパンドの根の塊を発見するが、地底世界の生物たちが攻撃していた。イーサンはサーチャーに地底世界をもっと探索したいと伝えるが、サーチャーはこれをイェーガーの影響とみなし反発する。イーサンは怒ってベンチャーを飛び出しリーパーに乗り込むが、サーチャーが追いかける中、山脈を越えた先の海に巨大なカメのような生物の目を発見する。一行はアバロニアがその生物の背中にあること、そして地底世界の生物がその生物の免疫系であることに気づく。
パンドが生物の心臓を蝕む感染源であると知ったサーチャーたちは、パンドを破壊する必要があると判断し探検隊に知らせるが、カリストに拘束される。一方、イェーガーは自身で真実を確かめるため船を出す。スプラットとレジェンドの助けで脱出したクレイド一家は、パンドを破壊するため行動を開始する。イェーガーの協力もあり、パンドは破壊され、生物の心臓は回復し、アバロニアも救われる。
1年後、イーサンはディアゾと交際し、友人たちと地底世界の資源を収集している。アバロニアはパンドに代わり風力エネルギーを使用するようになった。イェーガーは別れた妻ペネロペに再会するが、彼女は再婚していた。サーチャーとイェーガーの関係も改善され、カメのような生物が海に覆われた惑星に存在する様子が描かれて物語は終わる。

## 登場人物
- サーチャー・クレイド - イェーガーの息子で、メリディアンの夫、イーサンの父親。パンドのエネルギー源を栽培する40歳の農夫[9]。
- イェーガー・クレイド - サーチャーの父親でイーサンの祖父。豪快な冒険家[10]。
- イーサン・クレイド - サーチャーの17歳の息子で、父親の農場を超えた冒険を求めている。また、同級生のディアゾに恋心を抱いている[10]。イーサンはウォルト・ディズニー・アニメーション・スタジオ初のオープンリー・ゲイの主要キャラクターである[11]。
- メリディアン・クレイド - イーサンの母でサーチャーの妻。飛行船「ベンチャー」のパイロットであり、自然なリーダーシップを持つ[10]。
- カリスト・マル - アバロニアの大統領で探検隊のリーダー。「ベンチャー」を率いてクレイド一家と共に冒険を行う[10][12]。
- キャスピアン - 地底世界探検隊の一員で、オタク気質を持つ[13]。
- ダフル - 飛行船「ベンチャー」のパイロットで、赤いドラゴンのような生物に襲われ死亡する[13]。彼の役はテュディックが出演した『ファイヤーフライ 宇宙大戦争』のキャラクター、ホバン・"ウォッシュ"・ワッシュバーンを意識している[14]。
- パルク大尉 - 探検隊の副官[13]。
- ロニー・レッドシャツ - イェーガーの探検隊メンバーで、行方不明となる[13]。名字は『スタートレック』における「赤いシャツ」のキャラクターがよく無名の死を遂げるトレンドに由来している。
- ディアゾ: ジョナサン・メロ - イーサンの恋人で、物語の最後ではイーサンと交際を始める[13]。
- カーデス - イーサンの友人の一人。
- アジマス - イーサンの友人の一人。

## キャスト
| キャラクター名         | 原語版                         | 日本語吹替版 |
| ---------------------- | ------------------------------ | ------------ |
| サーチャー・クレイド   | ジェイク・ジレンホール         | 原田泰造     |
| イェーガー・クレイド   | デニス・クエイド               | 大塚明夫     |
| イーサン・クレイド     | ジャブーキー・ヤング＝ホワイト | 鈴木福       |
| メリディアン・クレイド | ガブリエル・ユニオン           | 松岡依都美   |
| カリスト・マル         | ルーシー・リュー               | 沢海陽子     |
| カスピアン             | カラン・ソーニ                 | 落合福嗣     |
| ダッフル               | アラン・テュディック           | 本多新也     |
| パルク大尉             | アデリナ・アンソニー           | 鹿野真央     |
| ロニー・レッドシャツ   | アブラハム・ベンルービ         | 樋山雄作     |
| ディアゾ               | ジョナサン・メロ               | 田中光       |
| カーデス               | ニック・ドダニ                 | 森永友基     |
| アジマス               | フランチェスカ・レアーレ       | 近藤玲奈     |
| ロー                   | エミリー・クロダ               | 小宮和枝     |
| ローリー               | リード・バック                 | 豊田茂       |
| ラジオホスト2          | ケイティ・ロウズ               |              |
| クライアント2          | ラニサ・フレデリック           |              |
| クライアント3:         | デイブ・コハット               |              |
| クライアント4          | アリス・キナ・ディール         |              |
| ナレーション           | アラン・テュディック           | 茶風林       |

追加キャストには、テリー・ダグラス、リザ・デル・ムンド、ションダリア・ホワイト、メラニー・ミニキーノ、マイケル・ラルフ、シェーン・スウィート、アーサー・オルティス、マット・ヤン・キングらが含まれる。
映画には、セリフのないキャラクターも登場する。クレイド一家の三本足のバーニードゥードル犬であるレジェンド、地底世界に住む青い不定形の生物スプラット、その他のアバロニアの生物たちがその代表例である。また、ペネロペ・クレイドも登場する。彼女はイェーガーの元妻でサーチャーの母親であり、冒険家を引退した後、シェルドンという男性と再婚している。なお、エンドクレジットでは、レジェンドとスプラットが「本人役」としてクレジットされている。

## 制作

### 制作
『ストレンジ・ワールド』の製作は、ドン・ホールが『モアナと伝説の海』（2016年）の共同監督を終えた2017年に始まった。ホールの創作パートナーであるクリス・ウィリアムズも当初プロジェクトに参加していたが、2018年11月にディズニーを退社し、Netflixアニメーション映画『ジェイコブと海の怪物』（2022年）の監督を務めることになった。ホールは、世代を超えた家族の起源について「環境問題」をテーマに考案し、そのコンセプトは「インディ・ジョーンズとナショナル・ランプーンのバケーションの融合」と形容された。
2019年8月のD23Expoで『ラーヤと龍の王国』（2021年）が発表された直後、本作には大幅な変更が加えられた。クリエイティブチームのリーダーシップが交代し、一部のキャストも入れ替えられた。ホールは共同監督および脚本を務めるクイ・グエンと再びタッグを組むことになった。ストーリー会議の際、ディズニーのアーティストであるバーニー・マッティンソンがクレイド一家に犬のキャラクターを加えることを提案し、最終的にそのアイデアは映画に登場するレジェンドというキャラクターとなった。
なお、『ストレンジ・ワールド』の製作予算は約1億3,500万～1億8,000万ドルと見積もられている。

### 脚本
グエンによると、制作陣は観客が映画のラストを迎えたとき、「『シックス・センス』を観るように、物語を振り返ってすべての瞬間を辿りながら『最初からすべてを伝えていたのだが、最後のピースが揃ったことでようやくそれに気付いた』と思えるような構成を目指した」という。

### キャスティング
2022年6月6日、ティーザートレーラーの公開に伴い、ジェイク・ジレンホールがサーチャー・クレイドの声を担当することが発表された。その11日後、フランスで開催されたアヌシー国際アニメーション映画祭で、本作の主要キャストが発表された。ジャブーキー・ヤング＝ホワイトがイーサン・クレイド、ガブリエル・ユニオンがメリディアン・クレイド、ルーシー・リューがカリスト・マル、デニス・クエイドがイェーガー・クレイドを演じることが明らかにされた。特に、ヤング＝ホワイトがゲイのキャラクターであるイーサンを演じることは、ウォルト・ディズニー・アニメーション・スタジオの作品で初めてオープンリーLGBTQの主要キャラクターが登場する例となった。

### アニメーション、デザイン、影響
ホールによると、『ストレンジ・ワールド』は20世紀前半に安価な木材パルプ紙に印刷された大衆向けフィクションであるパルプ・マガジンから大きな影響を受けている。また、『地底旅行』や『ミクロの決死圏』、『キング・コング』といったSF作品からも着想を得ている。ホールは「幼い頃、パルプ・マガジンの古い号を読むのが大好きだった。それらは、探検家のグループが隠された世界や古代の生物を発見するような壮大な冒険だった。それが『ストレンジ・ワールド』にとって大きなインスピレーションになった」と語っている。
奇跡の植物「パンド」という名前は、アメリカ・ユタ州にある森林に由来している。アバロニアの地は「暖かくノスタルジックな」色調で描かれ、一方で生物の内部に広がる地底世界では「アーストーン（自然色）を避け、赤やマゼンタを強調した色使い」が採用された。また、キャラクター「スプラット」には、言葉を使わずにコミュニケーションを取る手法が取り入れられた。このアプローチは、『アラジン』の魔法のじゅうたんに似たものとなっている。
制作チームは、映画の設定や登場する生物にリアリティを持たせるため、気候学者や古生物学者、生物学者、そして農家への取材を行った。さらに、ナショナルジオグラフィックを訪れてリサーチを重ね、その成果は映画の舞台や生物に反映されている。

### 音楽
ヘンリー・ジャックマンが本作の音楽を担当することが、2022年9月5日に発表された。これにより、ジャックマンは『くまのプーさん』や『ベイマックス』に続き、ドン・ホール監督との3度目のコラボレーションとなった。また、ジャックマンにとってウォルト・ディズニー・アニメーション・スタジオでの長編映画音楽の担当は5回目となり、『シュガー・ラッシュ』シリーズも含まれる。
ウォルト・ディズニー・レコードは、劇場公開日である2022年11月23日に、本作のスコア・アルバムをリリースした。アルバムには、ジェームズ・ヘイデンが歌う「They're The Clades!」や、そのリプライズ版も収録されている。

## 公開

### 劇場公開
『ストレンジ・ワールド』は、2022年11月15日にロサンゼルス・ハリウッドのエル・キャピタン劇場でプレミア上映され、同年11月23日にアメリカ合衆国で劇場公開された。アメリカでのレイティングはMPAAがPG指定、Common Sense Mediaが8歳以上を推奨している。
本作は多くの地域で劇場公開されたが、一部の地域では劇場公開が行われなかった。ディズニーが劇場公開後の配信期間（シアトリカルウィンドウ）に関する現地規制に反対したため、2022年6月8日にフランスでの劇場公開を中止し、他地域での公開後にDisney+で直接配信されることが発表された。また、Deadline Hollywoodによると、中東、アフリカ、南アジア、ロシア、中国など20か国で劇場公開が見送られた。このうち、ロシアでの公開中止はウクライナ侵攻によるものであった。その他の地域では、主人公イーサン・クレイドがゲイであることや、彼が少年ディアゾに恋をしているという物語の主要な要素が含まれるため、LGBTQ+に関する内容が検閲されるのを回避する目的で劇場公開が中止された。
本作は、2023年のウォルト・ディズニー・カンパニー創立100周年を記念した新しいディズニーロゴが初めて使用された作品でもある。このロゴはディズニー・スタジオ・コンテンツとインダストリアル・ライト&マジックによって制作され、2022年のD23Expoで初公開された。音楽はクリストフ・ベックが「星に願いを」の新しいアレンジを手掛け、ティム・デイヴィスが指揮を担当した。

### マーケティング
本作のプロジェクト発表後、2021年12月9日に最初のコンセプトアートが公開された。『/Film』のマックス・エヴリーは、この画像について「『アバター』、少なくともディズニーワールドのアニマルキングダムにあるパンドラのエリアに非常に似ている」と述べた。
『ストレンジ・ワールド』のマーケティングキャンペーンは、2022年6月6日のティーザートレーラーの公開を皮切りに開始された。Polygonのペトラナ・ラドゥロヴィッチは、この映像を「レトロなSF映画へのオマージュ」と感じ、また『ラーヤと龍の王国』に似て「ディズニーの典型的なミュージカルファンタジーよりも、アクションに重点を置いているように見える」と述べた。2022年のD23Expoでは新たなトレーラーが上映され、公式トレーラーは同年9月21日に公開された。翌日にはキャストのリアクション動画が配信された。/Filmのレックス・ブリスクソは、この映画について「家族向けアニメーションの物語として、新鮮な風を感じさせる」と評価した。
さらに、2022年10月19日には「特別映像」トレーラーが公開された。/Filmのラファエル・モタマヨールは、「明るい曲調や笑いを重視したプロモーションは、本作をディズニーの定型的な映画のように見せているが、モンスターや大規模なアクションの目立つ使い方によって、スタジオからより独創的な映画が生まれることを期待させる」とコメントした。
また、2022年11月3日と11月8日には、それぞれキャラクター「スプラット」と「レジェンド」を紹介する特集映像「Welcome To Strange World」と「100 Years of Amazing Characters」が公開された。

### ストリーミング配信とホームメディア
『ストレンジ・ワールド』は、2022年12月23日からDisney+で配信が開始された。
Flix Patrolによると、本作はDisney+での配信開始後、同サービスで最も視聴された映画となった。また、Whip MediaのTV Timeによれば、2022年12月25日終了週において本作はアメリカ国内の全プラットフォームで8番目に多く視聴された映画であり、翌週の12月30日終了週には6位にランクインした。さらに、Fandangoが運営するデジタルサービス「Vudu」では、2023年1月1日終了週において6番目に人気のある映画となった。
ウォルト・ディズニー・スタジオ・ホーム・エンターテイメントは、2023年2月14日に『ストレンジ・ワールド』をUltra HD Blu-ray、Blu-ray、DVDで発売した。

## 評価

### 興行収入
『ストレンジ・ワールド』の興行収入は、アメリカとカナダで3,800万ドル、その他の地域で3,560万ドルに達し、全世界合計では7,360万ドルとなった。初週末の結果を受けて、『バラエティ』やDeadline Hollywoodは本作がスタジオに1億〜1億9,700万ドルの損失をもたらす可能性があると報じた。
アメリカとカナダでは、『ナイブズ・アウト: グラス・オニオン』や『デヴォーション』、さらに『フェイブルマンズ』や『ボーンズ アンド オール』の拡大公開と同時期に公開された。当初、本作は公開初週末（5日間）で4,174館から3,000万〜4,000万ドルの興行収入が見込まれていた。しかし、初日の興行収入は420万ドル（うち80万ドルは火曜夜のプレビュー上映分）に留まり、これにより予測が引き下げられ、初週末の収入は2,300万ドル程度と予測されるようになった。実際には初週末の収入は1,190万ドル、5日間合計で1,860万ドルにとどまり、予測をさらに下回る結果となった。興行収入ランキングでは、ディズニーの別作品『ブラックパンサー/ワカンダ・フォーエバー』に次ぐ2位だった。
複数のメディアは、本作を興行的な失敗作と評価した。『ハリウッド・リポーター』は、「ディズニーアニメ作品の感謝祭公開作品としては現代で最悪のスタート」とし、『バラエティ』は「ディズニーにとって壊滅的な結果」と表現した。本作の低調な興行成績は、否定的な口コミや、制作予算の大きさ、映画館の観客数の減少、Disney+での配信が予定されているという認識、新型コロナウイルスの影響、ゲイキャラクターの登場に対する保守的な反発、曖昧で目立たない物語の設定、他のディズニーアニメ作品に比べて弱いマーケティングといった複数の要因に起因しているとされる。また、一部のアナリストは、当時のディズニーCEOボブ・チャペックが『ソウルフル・ワールド』や『あの夏のルカ』、『私ときどきレッサーパンダ』をDisney+で直接配信する決定を下したことで、家族向け作品に関する消費者の混乱を招いたと指摘している。さらに、本作公開直前にボブ・アイガーがCEOに復帰し、以前カリーム・ダニエルが率いていた配給部門が解体されたことも影響したと考えられている。
『ストレンジ・ワールド』のアメリカとカナダでの劇場公開は、2023年2月2日に終了した。

### ストリーミング
『ストレンジ・ワールド』は、2022年の最終週および2023年の最初の2週間にわたり、Disney+で世界中で最も視聴された映画となった。配信が行われているほぼすべての国でDisney+の視聴ランキングの首位を獲得した。

### 批評
レビュー収集サイトRotten Tomatoesでは、169件の批評のうち72%が肯定的で、平均評価は10点満点中6.3点を記録している。同サイトのコンセンサスでは「『ストレンジ・ワールド』は表現においてディズニーの節目となる作品であるが、物語体験としては、観客がこれまでに見たことのない要素はほとんど提供されていない」と評されている。Metacriticでは、35人の批評家による加重平均スコアが100点中65点となり、「概ね好意的」な評価を示している。CinemaScoreによる観客調査では、A+からFまでの評価で平均「B」を獲得し、PostTrakでは82%が肯定的評価を与え、5点満点で平均4点を記録した。本作はウォルト・ディズニー・アニメーション作品として初めて「A-」を下回り、1991年以降のディズニーアニメ作品で最低のCinemaScore評価とされている。
『バラエティ』のピーター・デブルージュは、「この鮮やかな『地底旅行』スタイルの冒険映画は、環境と同様にキャラクターが魅力的で、多様性に富んでいる。しかし、人々や冒険の舞台がいかに素晴らしくても、比較的想像力に欠けたストーリーが、この美しいアニメをディズニーのクラシック作品の頂点ではなく二流作品の地位に追いやっている」と述べた。『ハリウッド・リポーター』のロヴィア・ギャーケは、本作のビジュアルを称賛し、「1930年代から40年代のパルプ雑誌に着想を得たアニメーターたちによって、細部まで緻密に、驚くほど見事に描かれている。風景には絵画的な感触があり、SF的な要素と相まって、ディズニーの『トレジャー・プラネット』を思い起こさせる」と記した。『ロサンゼルス・タイムズ』のトレイシー・ブラウンもビジュアルを「鮮やかで奇妙、そして視覚的に驚異的」と評価し、「豊かな色彩や魅力的で危険な植物や動物によって、この不思議で謎めいた世界は映画のタイトルにふさわしい存在感を持っている」と評した。
『シカゴ・サンタイムズ』のリチャード・ローパーは、「『アナと雪の女王』『ズートピア』『ミラベルと魔法だらけの家』と同じカテゴリには入らないが、家族向けの楽しい作品だ。テンポの良いアクション、独創的なビジュアル、優れた声の演技、そして家族の絆や自己を貫くことの大切さ、さらに環境保護へのメッセージが盛り込まれている」と述べた。『USAトゥデイ』のブライアン・トゥルイットは、4点満点中3点を与え、「『ストレンジ・ワールド』は、近年の『アナと雪の女王』や『ミラベルと魔法だらけの家』のようなミュージカル作品とは異なり、鮮やかな世界構築に焦点を当てた楽しい作品だ」と評した。『ボストン・グローブ』のオディ・ヘンダーソンは、本作の環境や父と息子のテーマを称賛し、「優れた声優陣の演技とヘンリー・ジャックマンによるスコアが説教臭さを和らげ、映画を楽しくしている。アバロニアの地下世界のビジュアルは華やかで、1970年代のニュージャージー郊外のカラフルな屋根を彷彿とさせる」と述べた。
一方で、批判的な意見も多く見られた。『ワシントン・ポスト』のクリステン・ペイジ＝カービーは、「物語が単純すぎる上にキャラクターの描写が薄く、視覚的な美しさだけでは印象に残らない。結局のところ、美しいだけでは十分ではない」と指摘した。『ペースト』のジェイコブ・ストーラーは、「舞台設定や独創的なクリーチャーは魅力的だが、曖昧なテーマや薄いキャラクターのせいで、旧来のパルプ雑誌の要素が悪い方向に作用している」と述べた。『ガーディアン』のキャス・クラークは、「キャラクターはそれなりに良いが、脚本が繰り返し書き直されているようで要点がぼやけ、メッセージを伝える機会を失っている。その善意にもかかわらず、意外なほど退屈な作品に仕上がっている」と批評した。

### 受賞歴
| 賞                         | 受賞日        | カテゴリー                         | 受賞者                                                                                                 | 結果       | 脚注          |
| -------------------------- | ------------- | ---------------------------------- | --- | ---------- | ------------- |
| アニー賞                   | 2023年2月25日 | 長編作品絵コンテ賞                 | ジェフ・スノー                                                                                         | ノミネート | [ 78 ]        |
| アニー賞                   | 2023年2月25日 | 長編作品絵コンテ賞                 | ハビエル・レデスマ・バルボラ                                                                           | ノミネート | [ 78 ]        |
| ブラック・リール・アワード | 2023年2月6日  | 声優賞                             | ガブリエル・ユニオン                                                                                   | ノミネート | [ 79 ] [ 80 ] |
| GLAADメディア賞            | 2023年3月30日 | 映画賞 (拡大公開部門)              | 『ストレンジ・ワールド』                                                                               | ノミネート | [ 81 ]        |
| 国際映画音楽批評家協会賞   | 2023年2月23日 | アニメーション映画オリジナル作曲賞 | ヘンリー・ジャックマン                                                                                 | ノミネート | [ 82 ] [ 83 ] |
| 視覚効果協会賞             | 2023年2月15日 | 視覚効果賞                         | スティーブ・ゴールドバーグ、ローリー・アウ、マーク・ハメル、メヘルダド・イスヴァンディ                 | ノミネート | [ 84 ]        |
| 視覚効果協会賞             | 2023年2月15日 | キャラクター賞                     | レティシア・ジレット、キャメロン・ブラック、ダン・リプソン、ルイス・ジョーンズ（『スプラット』より     | ノミネート | [ 84 ]        |
| 視覚効果協会賞             | 2023年2月15日 | 制作環境賞                         | キ・ジョンホン、ライアン・スミス、ジェシー・エリクソン、ベンジャミン・フィスク（『風のジャングル』より | ノミネート | [ 84 ]        |
| 視覚効果協会賞             | 2023年2月15日 | エフェクト・シミュレーション賞     | デボラ・カールソン、スコット・タウンゼント、スチュアート・グリース、ヤセル・ハメド                     | ノミネート | [ 84 ]        |